# 저주받은 천사
《저주받은 천사》(영어: Firestarter)는 스티븐 킹의 1980년작 장편소설로, 작가의 여섯 번째 장편이다. 과학실험의 결과 불길을 다루는 초능력을 얻게 된 소녀 찰리와 그 아버지 앤디의 이야기를 다룬다. 대한민국에는 1992년 이가출판사에서 출간되었다.

## 각색
1984년 《초능력 소녀의 분노》(Firestarter)라는 제목으로 영화화되었다. 마크 L. 레스터 감독이 연출했고, 드루 배리모어, 데이비드 키스, 조지 C. 스콧이 주연했다.
2002년 위 영화판의 뒷이야기를 다루는 2부작 미니시리즈 《초능력 소녀의 분노 2》(Firestarter: Rekindled)가 미국 사이파이 채널에서 방영되었다. 여기서는 마거리트 모로가 성장한 찰리를 연기했다.
2022년 리부트 영화판 《파이어스타터》가 개봉 예정이다. 키스 토머스 감독이 연출했고, 잭 에프론, 라이언 키어라 암스트롱이 주연했다.

## 한국어 번역본 정보
- 《저주받은 천사》(김현영 옮김, 이가출판사 펴냄, 1992년 12월 출간, ISBN 9788975470059)